# Jean De Bie
Jean De Bie (Uccle, 1892. május 9. – Brüsszel, 1961. április 30.) olimpiai bajnok belga válogatott labdarúgókapus.
A belga válogatott tagjaként részt vett az 1930-as világbajnokságon, az 1920., az 1924. és az 1928. évi nyári olimpiai játékokon

## Sikerei, díjai
Belgium
- Olimpiai bajnok (1): 1920

## Külső hivatkozások
- Jean De Bie a FIFA.com honlapján Archiválva 2015. február 5-i dátummal a Wayback Machine-ben

1. ↑  Olympedia (angol nyelven), 2006